# Бурс (станция метро)
Бурс (фр. Bourse) — станция линии 3 Парижского метрополитена, расположенная во II округе Парижа. Названа по одноимённой площади (фр. Place de la Bourse), получившей своё имя в честь самой первой парижской фондовой биржи. Помимо неё, вблизи станции располагаются старое здание Национальной библиотеки Франции и офисы информагентства Франс-Пресс.

## История
- Станция открылась 19 октября 1904 года в составе первого пускового участка линии 3 Вилье — Пер-Лашез.
- Пассажиропоток по станции по входу в 2011 году, по данным RATP, составил 3 350 796 человек[2]. В 2013 году этот показатель снизился до 3 288 142 пассажиров (161 место по уровню входного пассажиропотока в Парижском метро)[3].

## Галерея
- Процесс реновации станции
- Вывеска над лестничным сходом
- Выход на площадь Бурс